# アリタリア・シティライナー
アリタリア・シティライナー（Alitalia CityLiner）はイタリアの航空会社。2006年にエアワン・シティライナーとして設立され、2011年に現社名に変更した。

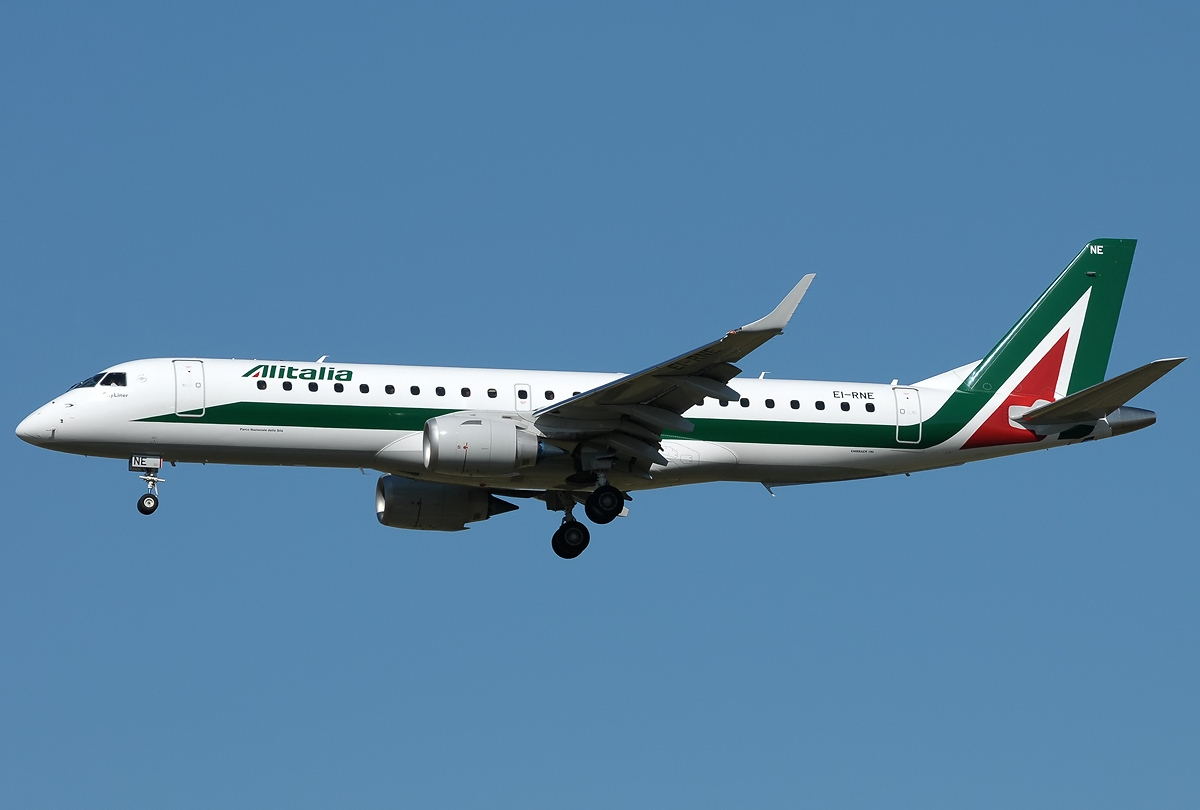
ERJ190-100

2017年11月現在、20機のエンブラエル E-Jetにより定期路線を運航している。